# Pithecheir
Pithecheir é um género de roedor da família Muridae.

## Espécies
- Pithecheir melanurus Lesson, 1840
- Pithecheir parvus Kloss, 1916